# Robert Haab
Robert Haab, född den 8 augusti 1865 i Wädenswil, kantonen Zürich, död den 15 oktober 1939 i Zürich, var en schweizisk politiker. 
Haab blev 1889 advokat i sin födelsestad, var ledamot 1899–1908 av kantonen Zürichs överdomstol och 1908–1911 av kantonens regeringsråd samt därefter till 1917 generaldirektör för de schweiziska statsjärnvägarna. Haab blev 1917 sändebud i Berlin, inträdde januari 1918 i schweiziska förbundsrådet som chef för post- och järnvägsdepartementet och var 1922 och 1929 schweizisk förbundspresident. 